# Kodni smrad
Kodni smrad je izraz u računalnom programiranju. Označuje bilo koji simptom u izvornom kodu računalnog programa koji možebitno ukazuje na dublji problem. 
Kodni smrad može razotkriti dubok problem kad se kôd izloži kratkoj povratnoj vezi, pri čemu ga se refaktorira u malim, kontroliranim koracima, a rezultirajući izgled se ispituje da bi se vidjelo je li se pojavio kakvi novi kodni smrad koji ukazuje na to da bi se trebalo još refaktorirati. S točke motrišta programera koji se bavi izvođenjem refaktoriranja, kodni smrad je heuristika koja ukazuje kad refaktorirati i koje posebne refaktorske tehnike rabiti. Stoga je kodni smrad voditeljem pri refaktoriranju.
Izgleda da je ovaj izraz prvi skovao Kent Beck na WardsWikiju krajem 1990-ih. Izraz se češće rabi nakon što se pojavio u djelu  Refactoring. Improving the Design of Existing Code.

## Vanjske poveznice
- c2.com Kodni smrad
- Taksonomija kodnih smradova  Arhivirana inačica izvorne stranice od 11. siječnja 2012. (Wayback Machine)